# Diplectrona pallida
Diplectrona pallida är en nattsländeart som först beskrevs av Banks 1931.  Diplectrona pallida ingår i släktet Diplectrona och familjen ryssjenattsländor. Inga underarter finns listade i Catalogue of Life.